# NGC 7172
NGC 7172 је спирална галаксија у сазвежђу Јужна риба која се налази на NGC листи објеката дубоког неба.
Деклинација објекта је - 31° 52' 12" а ректасцензија 22h 2m 1,7s. Привидна величина (магнитуда) објекта NGC 7172 износи 11,8 а фотографска магнитуда 12,7. Налази се на удаљености од 33,9000 милиона парсека од Сунца. NGC 7172 је још познат и под ознакама ESO 466-38, MCG -5-52-7, HCG 90A, AM 2159-320, IRAS 21591-3206, PGC 67874.